# Megophrys nasuta
Megophrys nasuta är en groddjursart som först beskrevs av Hermann Schlegel 1858.  Megophrys nasuta ingår i släktet Megophrys och familjen Megophryidae. IUCN kategoriserar arten globalt som livskraftig. Inga underarter finns listade i Catalogue of Life.